# Mario Fasino
Mario Fasino (San Severo, 26 luglio 1920 – Palermo, 17 gennaio 2017) è stato un politico italiano, presidente della Regione Siciliana.

## Biografia

### Politica
Laureato in Giurisprudenza e in Lettere, fu assunto come dirigente alla Presidenza della Regione Siciliana. È stato presidente diocesano e consultore nazionale della Gioventù di Azione Cattolica, direttore della Voce Cattolica, vicesegretario regionale e componente del Consiglio Nazionale della Democrazia Cristiana.
Eletto deputato all'Assemblea regionale siciliana nel 1951, nel collegio di Palermo nella lista DC, lo rimase dalla II alla IX legislatura. Dal 1955 al 1969 fu quasi ininterrottamente assessore regionale, prima ai Lavori pubblici, poi all'Industria, e per sette anni all'Agricoltura. Il 26 febbraio 1969 fu eletto per la prima volta presidente della Regione; guidò cinque governi, fino al 22 dicembre 1972. Il 10 aprile 1974 fu eletto presidente dell'Assemblea regionale siciliana, carica che mantenne fino al termine della legislatura, nell'aprile 1976. Dal 1978 al 1980 fu ancora assessore regionale, prima al Turismo, poi al Territorio. Nel 1981 non venne riconfermato all'Assemblea regionale, ma vi tornò nel 1983, subentrando a Mario D'Acquisto, eletto alla Camera. Nel 1986 non si ricandidò.

### Calcio
Per la stagione 1953-1954 fu Presidente del Palermo, il primo politico a ricoprire la massima carica nella società rosanero.
Diventò Presidente grazie al dottor Randazzo, responsabile dell'Associazione Macellai che gli cedette una quota azionaria del Palermo; fu così che poté partecipare all'assemblea dei soci e venir nominato Presidente. In quegli anni era in vigore una tassa sulla carne che serviva per risanare le casse del Palermo. Nella società entrarono pure lo stesso Randazzo in qualità di vicepresidente e Raimondo Lanza di Trabia in quanto era proprietario del cartellino di Enrique Martegani, un giocatore importante per quella squadra; a Raimondo Lanza venne dato anche il ruolo di addetto al mercato. Grazie all'avvocato Tramontano, fratello di sua suocera, Fasino fu in grado anche di rilevare le quote del Presidente uscente, il barone Carlo La Lomia.
Grazie a lui fu varata la "Legge Fasino", decreto che andava a favore del calcio in generale ma soprattutto siciliano. Tale legge prevedeva la ridistribuzione al calcio degli introiti derivanti dalle tasse pagate sugli eventi sportivi della Sicilia. Il deputato Franco Restivo, Presidente della Regione dell'epoca, fu inizialmente contrario a questo provvedimento. Tale legge, che ebbe comunque vita breve, all'inizio era stata concepita per favorire la squadra di Palermo, e solo in seguito servì anche ad aiutare le altre società calcistiche dell'isola.
La sua esperienza al Palermo terminò con la retrocessione in Serie B.

### Altro
È stato presidente del Centro di studi filologici e linguistici siciliani. Negli anni Novanta è stato nominato nel Consiglio regionale dei Beni culturali della Regione. È stato presidente dell'associazione ex-parlamentari dell'Assemblea regionale siciliana.